# Rivolta degli hehe
La rivolta degli hehe fu un conflitto coloniale intercorso nel territorio dell'attuale Tanzania a partire dal luglio del 1891: le autorità coloniali dell'Africa Orientale Tedesca si trovarono ad affrontare una vasta rivolta delle tribù hehe residenti nell'interno, guidate dal capo Mtwa Mkwawa; dopo aver subito una serie di sconfitte, le truppe coloniali tedesche (Schutztruppe), sotto la guida del colonnello Friedrich von Schele, riuscirono a sconfiggere le forze degli hehe e ad uccidere Mkwawa, domando completamente la rivolta nel luglio del 1898.

## Antefatti
La penetrazione tedesca nei territori dell'odierna Tanzania iniziò nel 1878 ad opera della Compagnia dell'Africa Orientale Tedesca (Deutsch-Ostafrikanischen Gesellschaft o DOAG), che stabilì una serie di basi commerciali lungo la costa del Tanganika, allora nominalmente parte del Sultanato di Zanzibar; il 28 aprile 1888 il governo tedesco riuscì a strappare dall'ormai sottomesso sultano un trattato che affidava in concessione diretta alla Germania, per 50 anni, tutta la costa compresa tra i fiumi Umba a nord (eletto a confine con l'Africa Orientale Britannica) e Ruvuma a sud (confine con il Mozambico portoghese), soppiantando di fatto il sultanato dall'amministrazione del Tanganika. La DOAG prese ad amministrare direttamente la regione, ma la sua attività provocò malcontento nei mercanti di origine araba che da tempo facevano affari con il commercio dell'avorio e la tratta degli schiavi: guidati dal capo Abushiri ibn Salim al-Harthi, nell'agosto del 1888 questi insorsero contro i tedeschi alleandosi con alcune tribù africane dell'interno, mettendo a ferro e fuoco la colonia. L'incapacità della DOAG a far fronte alla rivolta spinse il governo di Berlino ad intervenire direttamente nella questione: entro il novembre del 1890 un contingente misto di regolari tedeschi e mercenari africani represse la rivolta di Abushiri, ed il 28 ottobre 1890 la DOAG cedette tutti i suoi diritti territoriali sull'Africa orientale all'amministrazione centrale tedesca, mantenendo il controllo solo di alcune attività economiche.
Mentre i tedeschi consolidavano il loro controllo sulle zone costiere, nelle regioni centro-meridionali dell'interno del Tanganika andava costituendosi un forte regno indigeno ad opera delle tribù hehe: di origine ignota, il popolo hehe si era unificato sotto un unico governo nel corso della seconda metà del XIX secolo ad opera del capo Munyigumba; dopo un periodo di lotte intestine, nel 1879 salì al trono il giovane capo Mtwa Mkwawa, che consolidò il regno ponendo la capitale nella città di Iringa. La società hehe era fortemente militarizzata, e in ciò risiedeva la forza principale del regno: con un esercito "regolare" di 2 000-3 000 guerrieri, Mkwawa condusse un'aggressiva campagna di espansione verso nord, entrando in contatto ed attaccando le tribù indigene che avevano accettato il dominio coloniale tedesco; questo, unitamente al fatto che il regno hehe ostacolava gli sforzi di aprire una stabile rotta carovaniera tra la costa ed il centro commerciale di Tabora nell'interno, spinse le autorità tedesche a prendere contromisure.

## La rivolta

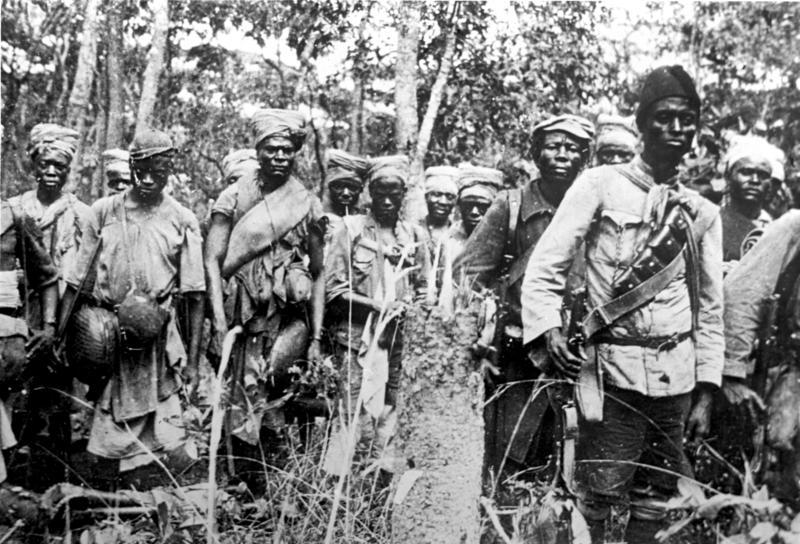
Un gruppo di ascari tedeschi delle Schutztruppe

Inizialmente i tedeschi tentarono una politica di negoziazione, allontanando l'intransigente governatore Hermann Wissmann e sostituendolo con il più malleabile Emil von Zelewski, ma tali tentativi fallirono e nel 1891 Mkwawa proclamò il suo regno indipendente dalla colonia tedesca; nel luglio del 1891, Zelewski ricevette l'ordine da Berlino di reprimere la ribellione degli hehe con ogni mezzo necessario. Il governatore radunò un corpo di spedizione composto da 13 ufficiali e sottufficiali tedeschi, 320 ascari indigeni delle Schutztruppe, 170 portatori, 12 mitragliatrici e 6 cannoni, e si inoltrò nel territorio degli hehe senza assumere particolari precauzioni: il 30 luglio gli uomini di Zelewski bruciarono alcuni villaggi hehe ed uccisero tre emissari di Mkwawa, obbligando il capo a mobilitare tutte le sue forze. Il corpo di spedizione tedesco si inoltrò profondamente nel territorio degli hehe, in una regione ricoperta da fitta giungla ed interrotta da acquitrini, diretto alla loro capitale; il 17 agosto 1891 la forza tedesca cadde in un agguato da parte dell'esercito hehe nei pressi di Lula-Rugaro, un piccolo villaggio nelle vicinanze di Iringa (si tratta della cosiddetta "battaglia di Lula-Rugaro"): la carica degli hehe, condotti dal fratello di Mkwawa, Mpangie, travolse i ranghi degli ascari tedeschi e il corpo di spedizione finì annientato, con lo stesso Zelewski ucciso sul campo.
Scioccato dalla sconfitta, il governo tedesco ordinò immediatamente una nuova rappresaglia contro gli hehe: nel corso del 1892 il capitano Thomas von Prince condusse una serie di spedizioni nel territorio degli hehe, ma Mkwawa rispose lanciando un attacco a sorpresa contro la cittadina di Kondoa Irangi, travolgendone la piccola guarnigione tedesca. L'arrivo del nuovo governatore Friedrich von Schele portò ad un cambio di tattica: i tedeschi avviarono una politica di trattative e di alleanze con le tribù indigene tradizionalmente ostili agli hehe, facendo il vuoto attorno a Mkwawa. Il 26 ottobre 1894, dopo accurati preparativi, Schele guidò una seconda spedizione verso Iringa alla testa di un centinaio di tedeschi, 609 ascari e tre mitragliatrici; il 30 ottobre seguente i tedeschi giunsero in vista della città, fortificata con un alto muro di terra battuta: gli ascari assaltarono le fortificazioni e dopo duri scontri riuscirono ad avere ragione delle forze hehe, anche se Mkwawa riuscì a fuggire con un pugno di sopravvissuti.
La perdita della loro capitale ebbe effetti deleteri sul morale degli hehe, molti dei quali si sottomisero ai tedeschi: Mkwawa, tuttavia, con un gruppo di guerrieri a lui fedeli decise di continuare la lotta, ingaggiando una lunga campagna di guerriglia contro gli occupanti tedeschi; per quattro anni i guerriglieri di Mkwawa continuarono le ostilità, cogliendo ancora alcuni successi come la distruzione del presidio della cittadina di Mtandi. Braccati da numerose colonne tedesche, il 19 luglio 1898 Mkwawa ed i suoi ultimi fedelissimi furono circondati dalle forze nemiche, scegliendo di suicidarsi piuttosto che arrendersi: la testa mozzata del capo indigeno fu inviata in Germania come prova dell'avvenuta repressione della rivolta, venendo poi esposta al museo di storia naturale di Brema.
La lunga rivolta ebbe una vasta eco tra le popolazioni del Tanganika: dopo l'occupazione della colonia da parte del Regno Unito al termine della prima guerra mondiale, il governatore britannico H.A. Byatt fece pressioni sul suo governo perché il cranio di Mkwawa fosse restituito agli hehe, come ricompensa per il loro sostegno antitedesco durante la guerra; un apposito articolo (il numero 246) del trattato di Versailles impose la restituzione del teschio da parte della Germania, anche se ciò avvenne effettivamente solo il 9 luglio 1956: i resti di Mkwawa furono quindi esposti in un apposito museo di Iringa, ed il capo hehe viene considerato un eroe nazionale della Tanzania.